# Xenylla kirgisica
Xenylla kirgisica är en urinsektsart som beskrevs av Olga M. Martynova 1976. Xenylla kirgisica ingår i släktet Xenylla och familjen Hypogastruridae. Inga underarter finns listade i Catalogue of Life.